# Езеро (озеро)
Езеро (хорв. Jezero, Omišaljsko jezero) — озеро на севере хорватского острова Крк в Адриатическом море. Располагается на границе общин Омишаль и Малинска-Дубашница в жупании Приморско-Горанска.
Находится в 2 км северо-восточнее Нивице и в 6 км южнее Омишаля, между горами Свети-Ивак и Велики-Врх. Представляет собой заболоченную по периметру криптодепрессию, глубина которой достигает 5 м. Площадь озера — 0,7 км². Через систему каналов сообщается с заливом Кварнер.